# Kenneth Jones
Kenneth Jeffrey „Ken” Jones OBE (ur. 30 grudnia 1921 w Blaenavon, zm. 18 kwietnia 2006 w Newport) – walijski rugbysta, reprezentant kraju i lekkoatleta (sprinter), wicemistrz olimpijski z 1948, działacz sportowy.

## Kariera lekkoatletyczna
Karierę sportową rozpoczął w 1945 roku podczas służby w RAF w Indiach, a jego pierwszym sukcesem było zwycięstwo w All-Indian Games. Był następnie siedemnastokrotnym lekkoatletycznym mistrzem Walii, w siedmiu edycjach wygrywając oba biegi sprinterskie, dodatkowo w 1949 roku triumfując także w konkursie skoku w dal.
Na igrzyskach olimpijskich w 1948 w Londynie zdobył srebrny medal w sztafecie 4 × 100 metrów (sztafeta brytyjska biegła w składzie: John Archer, Jack Gregory, Alastair McCorquodale i Jones) – po dyskwalifikacji reprezentacji USA Brytyjczykom przyznano złoty medal, jednak po trzech dniach tę decyzję cofnięto. Startował również w biegu na 100 metrów, w którym odpadł w półfinale.
Również na mistrzostwach Europy w 1954 w Bernie zdobył srebrny medal w sztafecie 4 × 100 metrów (w składzie: Kenneth Box, George Ellis, Jones i Brian Shenton), a w biegu na 100 metrów odpadł w półfinale.
Jako reprezentant Walii zdobył brązowy medal w biegu na 220 jardów na Igrzyskach Imperium Brytyjskiego i Wspólnoty Brytyjskiej w 1954 w Vancouver, a w biegu na 100 jardów zajął 6. miejsce.

## Kariera w rugby union
Po epizodach w klubach Blaenavon RFC i Pontypool RFC w 1946 roku związał się z Newport RFC, w którym występował do zakończenia kariery w roku 1958. W jego barwach zagrał wówczas w 294 spotkaniach zdobywając 443 punkty, w dwóch sezonach pełniąc rolę kapitana. Dodatkowo pięciokrotnie zagrał dla Barbarians, a w sezonie 1948/49 zaliczył mecz dla Leicester.
Grał jako prawy skrzydłowy. W walijskiej reprezentacji, także jako kapitan, rozegrał w latach 1947–1957 łącznie czterdzieści cztery testmecze, a wynik ten został pobity dopiero dwie dekady później przez Garetha Edwardsa. Walijczycy sześciokrotnie zwyciężali wówczas w Pucharze Pięciu Narodów (trzykrotnie samodzielnie), w dwóch edycjach zdobywając dodatkowo Wielkiego Szlema, a Jones w 1953 roku zdobył przyłożenie dające zwycięstwo nad All Blacks.
Wziął udział w tournée British and Irish Lions w 1950, podczas którego zagrał w siedemnastu spotkaniach, w tym w trzech testmeczach, zdobywając łącznie szesnaście przyłożeń.

## Varia
- Za zasługi dla sportu został Oficerem Orderu Imperium Brytyjskiego w 1960[2][11].
- Został wybrany sportowcem roku w Walii w 1955 roku, a także jednym z pierwszej dziesiątki przyjętych do Welsh Sports Hall of Fame w latach dziewięćdziesiątych[2][1].
- Pracował jako nauczyciel[5], a przez blisko trzydzieści lat był również sportowym korespondentem Sunday Express. Był działaczem sportowym – prezesem Newport Athletic Club, z roli tej zrezygnował w 1995 roku, gdy rugby union zostało otwarte na zawodowstwo, którego był przeciwnikiem[2].
- Przez 58 lat żonaty z Irene, syn Philip[2].
- Po wylewie ostatnie lata życia spędził na wózku inwalidzkim[1], jego pogrzeb zgromadził wielu sportowców, obecni byli także ówcześni szefowie Welsh Rugby Union i Welsh Athletics – Keith Rowlands i Steve Brace[2].